# Kim van Kooten
Kim van Kooten (Purmerend, 26 gennaio 1974) è un'attrice, sceneggiatrice e doppiatrice olandese.

## Biografia
Figlia di Kees van Kooten, è sorella dell'attore, comico e cantante Kasper van Kooten. 
È sposata con l'attore Jacob Derwig con il quale ha due figli.

## Filmografia
- Zusje - regia di Robert Jan Westdijk (1995)
- Jezus is een Palestijn - regia di Lodewijk Crijns (1999)
- Mariken - regia di André van Duren (2000)
- Snapshots - regia di Rudolf van den Berg (2002)
- Phileine zegt sorry - regia di Robert Jan Westdijk (2003)
- Loft - regia di Antoinette Beumer (2010)
- In therapie (BeTipul) - serie TV (2010-)
- Black Out - regia di Arne Toonen (2012)
- Het Diner - regia di Menno Meyjes (2013)

## Sceneggiature
- Nighthawks (1994)
- Blind Date
- Alles is Liefde (2007)
- Entertainment Experience (2012)

## Doppiaggio
- Minouche la gatta (2001)
- Lucy Wilde in Cattivissimo me 2, Cattivissimo me 3, Cattivissimo me 4

## Doppiatrici italiane
Nelle versioni in italiano delle opere in cui ha recitato, Kim van Kooten è stata doppiata da:
- Ilaria Stagni in Snapshots

Da doppiatrice, è stata sostituita da:
- Francesca Fiorentini in Minouche la gatta